# Высокович, Владимир Константинович
Владимир (Антон) Константинович Высокович (1854—1912) — российский патологоанатом, бактериолог и эпидемиолог. Профессор Киевского университета Св. Владимира.

## Биография
Родился 16 (28) января 1854 года в Гайсине (Подольская губерния, ныне — Винницкая область, Украина) в семье военного врача. В 1864 году поступил в Первую Харьковскую гимназию, которую окончил в 1871 году с золотой медалью. В том же году поступил на медицинский факультет Императорского Харьковского университета, по окончании которого в 1876 году был отправлен на театр военных действии на Кавказе. С 30 января 1877 года состоял на службе.
Ещё в университете Высокович специально занимался в патолого-анатомическом институте под руководством профессора В. П. Крылова. В 1882 году защитил докторскую диссертацию «О заболевании кровеносных сосудов при сифилисе», в которой показал ведущую роль фибробластов соединительной ткани при её новообразовании и опроверг данные Э. Циглера об участии в этом процессе белых кровяных телец. Был оставлен при Харьковском патолого-анатомическом институте, сначала в качестве сверхштатного помощника прозектора, а затем штатного прозектора.
В 1884—1886 годах Высокович стажировался в Германии, где написал выдающиеся работы: «Об остром эндокардите» (у И. Орта) и «О судьбе впрыснутых в кровь микроорганизмов» (у К. Флюгге). В них он впервые описал важный факт, что микробы не проникают в здоровые ткани организма, и показал, что введённые в кровь микроорганизмы быстро задерживаются, оседая в определённых участках соединительной ткани. Позднее на основе этих работ развилось современное учение о ретикуло-эндотелиальной системе, играющей важную роль в защите организма от инфекции. Наряду с Мечниковым Высокович считается одним из основателей учения о ретикулоэндотелиальной системе.
С 1886 года состоял доцентом общей патологии в Харьковском университете и в течение девяти лет читал параллельный обязательный курс для студентов 3-го курса. С 1887 года заведовал бактериологической станцией Харьковского медицинского общества. В 1892 году он участвовал в разработке практических мероприятий по борьбе с холерой; составил специальные инструкции для населения.
Был организатором и руководителем многих экспедиций по борьбе с эпидемиями холеры (1892 — Харьков, 1908 — Киев) и чумы (1896 — Бомбей, Индия; 1902 и 1910 — Одесса).
В 1895 году был назначен ординарным профессором по кафедре патологической анатомии в Киевском университете Св. Владимира. Здесь им был основан патолого-анатомический институт и организовано Пастеровское отделение бактериологического института.
После командировки в Индию, в 1897 году, во главе русской экспедиции для изучения чумы Высокович выдвинулся как наиболее компетентный эпидемиолог, к опыту которого не раз прибегало русское правительство при появлении в пределах империи чумы и холеры.
Основные работы — по патологической анатомии сифилиса и туберкулёза, патогенезу, иммунитету и эпидемиологии ряда инфекционных болезней. Написал целый ряд трудов, в том числе краткий учебник патологической анатомии. В 1890 году он установил, что золотуха является туберкулёзным заболеванием. В 1894 году, независимо от А. Вейксельбаума, он доказал микробную этиологию цереброспинального менингита.
С 1 января 1904 года — действительный статский советник. Был награждён орденами Св. Анны 2-й ст. (1898), Св. Владимира 3-й ст. (1905), Св. Станислава 1-й ст. (1909).
Умер в Киеве 13 (26) мая 1912 года. Скончался на 59-м году жизни 26 мая 1912 года. Похоронен в Киеве на Байковом кладбище (второе польское кладбище, участок № 7).